# Tipula brolemanni
Tipula brolemanni är en tvåvingeart som beskrevs av Pierre 1922. Tipula brolemanni ingår i släktet Tipula och familjen storharkrankar. Inga underarter finns listade i Catalogue of Life.